# 트리클로산
트리클로산(triclosan)은 항생물질이자 방균제이다. 치약 등 수많은 소비자 제품에 쓰이고 있지만, 미국 식품의약국(FDA)에 따르면 트리클로산이 기타 소비자 제품에게 특별한 이익을 제공한다는 증거는 없다. 트리클로산의 안전은 현재 FDA와 캐나다 보건부에 의해 검토되고 있다.

## 같이 보기
- 클로르헥시딘
- 염소
- 클로로포름
- 치약